# Fontenay-sous-Bois

Położenie Fontenay-sous-Bois w ramach aglomeracji paryskiej

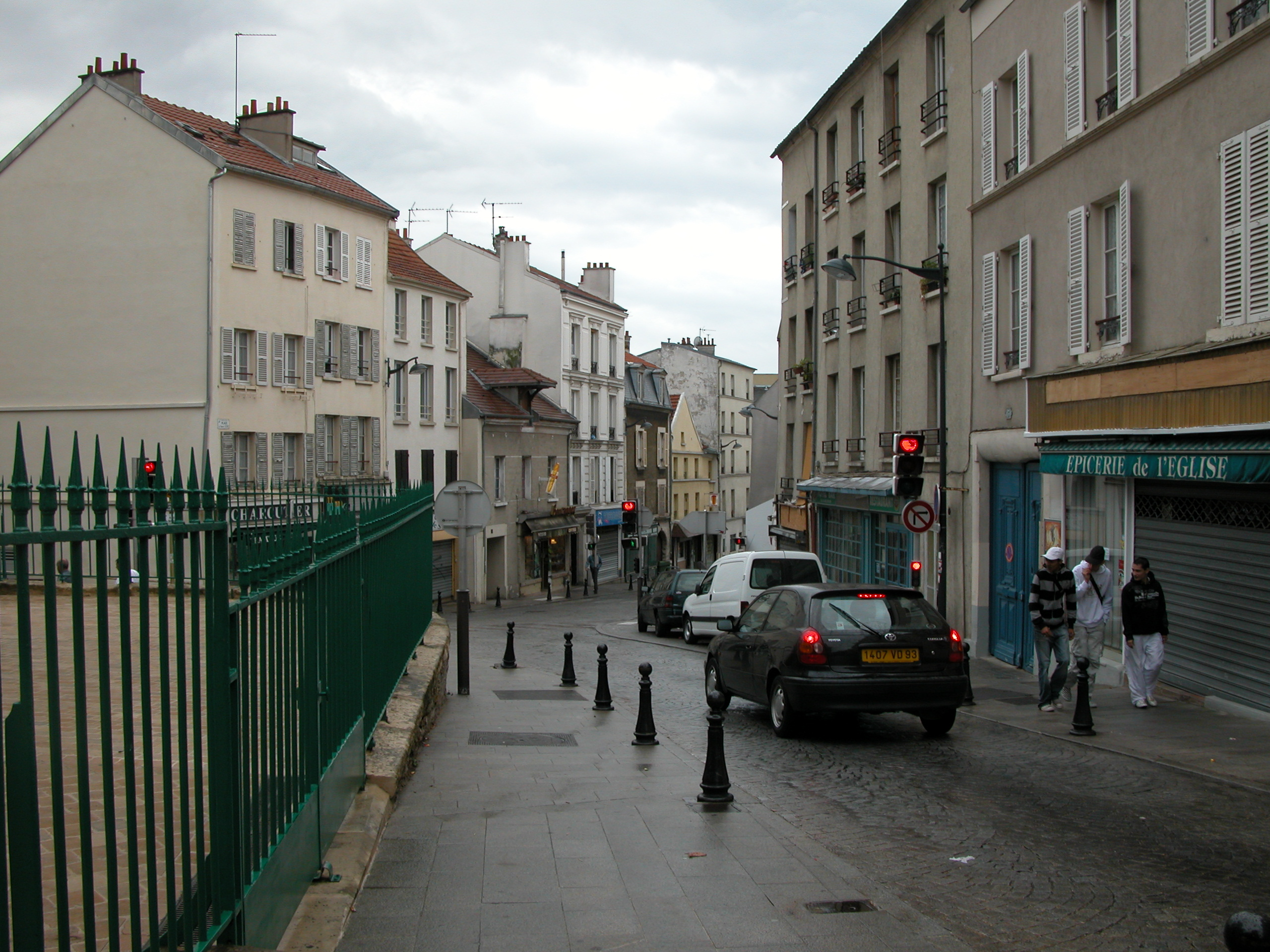
Ulica w centrum Fontenay-sous-Bois

Fontenay-sous-Bois (wymowaⓘ) – miejscowość i gmina we Francji, w regionie Île-de-France, w departamencie Dolina Marny.
Według danych na rok 1990 gminę zamieszkiwało 51 868 osób, a gęstość zaludnienia wynosiła 9295 osób/km² (wśród 1287 gmin regionu Île-de-France Fontenay-sous-Bois plasuje się na 25. miejscu pod względem liczby ludności, natomiast pod względem powierzchni na miejscu 638.).

## Współpraca
Miejscowość partnerska:
- Etterbeek, Belgia